# Rubus probabilis
Rubus probabilis es una especie de planta del género Rubus, perteneciente a la familia Rosaceae.

## Taxonomía
Rubus probabilis fue descrita por Liberty Hyde Bailey en 1923.

## Distribución
Se encuentra en el territorio sudeste de Estados Unidos.